# السيدة تشيني (مسرحية 1925)
السيدة تشيني (بالإنجليزية: The Last of Mrs. Cheyney)‏ مسرحية درامية عرضت عام 1925 من تأليف الكاتب المسرحي البريطاني فريدريك لونسديل ومن تمثيل: جوان كروفورد ، وليام باول.